# Таранька (річка)
Таранька — річка в Україні, у Жмеринському районі Вінницької області. Ліва притока Мурафи (басейн Дністра).

## Опис
Довжина річки 12 км. Формується з багатьох безіменних струмків, притоки та водойм. Площа басейну 87,4 км².
Притоки: Користовецька (права).

## Розташування
Бере початок на південно-західній околиці Жмеринки. Тече переважно на південний схід через Малу Жмеринку, Станіславчик і у Травневому впадає у річку Мурафу, ліву притоку Дністра.
Річку перетинає автомобільна дорога Т 0218.